# Capitán de corbeta

Galones de capitán de corbeta de la Armada Española.

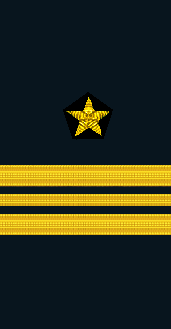
Galones utilizados en Chile.

El Capitán de corbeta es un empleo militar de la Armada equivalente a comandante o mayor en otros ejércitos.

## En América
- En Argentina, Uruguay y España lleva dos galones de 14 mm, y entremedias uno de 7 mm, el primero de ellos con coca.
- En la Armada Española, la Armada Nacional Uruguaya y la Armada Argentina es un empleo mayor que Teniente de navío e inferior a Capitán de fragata.
- En la Armada de Chile, El Teniente 1.º con al menos seis años asciende a Capitán de Corbeta y permanece en el grado un tiempo mínimo de cinco años. En este grado, el oficial debe seguir el Curso General de Estado Mayor en la Academia de Guerra Naval, de duración de un año y el resto del tiempo desempeñarse como Oficial Jefe a bordo o en tierra, incluyendo mando a flote a quienes son seleccionados.[1] Como distintivo, lleva dos galones de 16 mm, y entremedias uno de 8 mm, sobre estos una estrella dorada.
- En la Marina de Guerra del Perú lleva dos galones de 14 mm, y entremedias uno de 7 mm, sobre estos un sol dorado.
- En la Marina de Guerra del Perú y la Armada de Chile es un empleo mayor que Teniente Primero e inferior a Capitán de fragata.
- En la Armada de la República de Colombia es el grado militar entre el Teniente de navío y el Capitán de fragata. Equivale al cargo de Mayor en ejército de tierra.
- En la Marina de Guerra de Cuba la charretera lleva una estrella.
- En la Armada de República Dominicana es el grado militar equivalente al de Teniente de Navío.